# ویسکیتکی
ویسکیتکی (به لهستانی: Wiskitki) یک روستا در لهستان است که در گمینا ویسکیتکی واقع شده‌است.
 ویسکیتکی  ۱٬۴۲۰ نفر جمعیت دارد.